# Филаделфија
Филаделфија (енгл. Philadelphia) је највећи град америчке државе Пенсилваније и пети највећи град у САД. У 18. веку, град је имао већу друштвену и политичку важност од Бостона и Њујорка и био је други главни град САД, након Њујорка а пре Вашингтона. Амерички политичар и утемељивач Бенџамин Френклин је имао изванредну улогу у успону града. Декларација о независности САД и Устав САД су израђени и потписани у дворани независности овог града.
По попису становништва из 2020. у њему је живело 1.603.797 становника.

## Географија
Географски центар Филаделфије се налази отприлике на 40° 0′ 34″ СГШ и и 75° 8′ 0″ ЗГД. 40. меридијан пролази кроз квартове Североисточна Филафелфија, Северна Филадефија и Западна Филадефија, укључујући и парк Фермаунт. Град заузима површину од 369,62 km², од чега је 347,52 km² копно, а 22,09 km² или 6% је вода. У водене површине спадају реке Делавер и Скулкил, језера у Парку Френклина Делана Рузвелта и потоци Кобс, Висахикон и Пенипек. Највеће вештачка водена површина је Источно парковско језеро у парку Ферманут.
Најнижа тачка Филаделфије је на обали мора, док је највиша тачка брдо Честнат, око 136 м изнад нивоа мора у улици Самит близу раскрснице са авенијом Џермантаун и Бетлехемског пута.
Филаделфија се налази на Атлантској приморској линији која раздваја Атлантску приобалну равницу од висоравни Пидмонт. Брзаци на Скулкику у Ист Фолсу су поплављени завршетком бране код фабрике воде Фермаунт.
Град је седиште свог округа. Суседни окрузи су округ Монтгомери на северозападу, Бакс на северу и северозападу, Берлингтон (Њу Џерзи) на истоку, Камден (Њу Џерзи) на југоистоку, Глостер (Њу Џерзи) на југу и Делавер на југозападу.

### Клима
| Клима Филаделфије (Филаделфијски аеродром), 1981–2010 нормале, екстреми 1872–садашњост | Клима Филаделфије (Филаделфијски аеродром), 1981–2010 нормале, екстреми 1872–садашњост | Клима Филаделфије (Филаделфијски аеродром), 1981–2010 нормале, екстреми 1872–садашњост | Клима Филаделфије (Филаделфијски аеродром), 1981–2010 нормале, екстреми 1872–садашњост | Клима Филаделфије (Филаделфијски аеродром), 1981–2010 нормале, екстреми 1872–садашњост | Клима Филаделфије (Филаделфијски аеродром), 1981–2010 нормале, екстреми 1872–садашњост | Клима Филаделфије (Филаделфијски аеродром), 1981–2010 нормале, екстреми 1872–садашњост | Клима Филаделфије (Филаделфијски аеродром), 1981–2010 нормале, екстреми 1872–садашњост | Клима Филаделфије (Филаделфијски аеродром), 1981–2010 нормале, екстреми 1872–садашњост | Клима Филаделфије (Филаделфијски аеродром), 1981–2010 нормале, екстреми 1872–садашњост | Клима Филаделфије (Филаделфијски аеродром), 1981–2010 нормале, екстреми 1872–садашњост | Клима Филаделфије (Филаделфијски аеродром), 1981–2010 нормале, екстреми 1872–садашњост | Клима Филаделфије (Филаделфијски аеродром), 1981–2010 нормале, екстреми 1872–садашњост | Клима Филаделфије (Филаделфијски аеродром), 1981–2010 нормале, екстреми 1872–садашњост |
| Показатељ \ Месец                                                                      | .Јан.                                                                                  | .Феб.                                                                                  | .Мар.                                                                                  | .Апр.                                                                                  | .Мај.                                                                                  | .Јун.                                                                                  | .Јул.                                                                                  | .Авг.                                                                                  | .Сеп.                                                                                  | .Окт.                                                                                  | .Нов.                                                                                  | .Дец.                                                                                  | .Год.                                                                                  |
| -------------------------------------------------------------------------------------- | -------------------------------------------------------------------------------------- | -------------------------------------------------------------------------------------- | -------------------------------------------------------------------------------------- | -------------------------------------------------------------------------------------- | -------------------------------------------------------------------------------------- | -------------------------------------------------------------------------------------- | -------------------------------------------------------------------------------------- | -------------------------------------------------------------------------------------- | -------------------------------------------------------------------------------------- | -------------------------------------------------------------------------------------- | -------------------------------------------------------------------------------------- | -------------------------------------------------------------------------------------- | -------------------------------------------------------------------------------------- |
| Апсолутни максимум, °C (°F)                                                            | —                                                                                      | 26 (79)                                                                                | 31 (87)                                                                                | 35 (95)                                                                                | 36 (97)                                                                                | 39 (102)                                                                               | 40 (104)                                                                               | 41 (106)                                                                               | 39 (102)                                                                               | 36 (96)                                                                                | 29 (84)                                                                                | 23 (73)                                                                                | 41 (106)                                                                               |
| Средњи максимум, °C (°F)                                                               | 16,7 (62,0)                                                                            | 17,1 (62,7)                                                                            | 23,1 (73,6)                                                                            | 28,4 (83,2)                                                                            | 31,7 (89,1)                                                                            | 34,6 (94,2)                                                                            | 35,8 (96,4)                                                                            | 34,8 (94,7)                                                                            | 32,1 (89,8)                                                                            | 27,6 (81,7)                                                                            | 22,4 (72,3)                                                                            | 17,5 (63,5)                                                                            | 36,4 (97,5)                                                                            |
| Максимум, °C (°F)                                                                      | 4,6 (40,3)                                                                             | 6,6 (43,8)                                                                             | 11,5 (52,7)                                                                            | 17,7 (63,9)                                                                            | 23,2 (73,8)                                                                            | 28,2 (82,7)                                                                            | 30,6 (87,1)                                                                            | 29,6 (85,3)                                                                            | 25,6 (78,0)                                                                            | 19,2 (66,6)                                                                            | 13,3 (56,0)                                                                            | 7,1 (44,8)                                                                             | 18,1 (64,6)                                                                            |
| Просек, °C (°F)                                                                        | 0,6 (33,0)                                                                             | 2,1 (35,7)                                                                             | 6,4 (43,5)                                                                             | 12,2 (54,0)                                                                            | 17,7 (63,9)                                                                            | 22,9 (73,3)                                                                            | 25,6 (78,1)                                                                            | 24,8 (76,6)                                                                            | 20,6 (69,1)                                                                            | 14,2 (57,5)                                                                            | 8,7 (47,6)                                                                             | 3,1 (37,5)                                                                             | 13,3 (55,9)                                                                            |
| Минимум, °C (°F)                                                                       | −3,6 (25,6)                                                                            | −2,4 (27,7)                                                                            | 1,3 (34,4)                                                                             | 6,7 (44,1)                                                                             | 12,2 (54,0)                                                                            | 17,7 (63,8)                                                                            | 20,7 (69,2)                                                                            | 19,9 (67,9)                                                                            | 15,7 (60,3)                                                                            | 9,1 (48,4)                                                                             | 4 (39,2)                                                                               | −1,1 (30,1)                                                                            | 8,4 (47,1)                                                                             |
| Средњи минимум, °C (°F)                                                                | −12,9 (8,7)                                                                            | −10,7 (12,7)                                                                           | −7 (19,4)                                                                              | −0,2 (31,6)                                                                            | 5,6 (42,0)                                                                             | 11,2 (52,2)                                                                            | 15,4 (59,8)                                                                            | 14,3 (57,8)                                                                            | 8,4 (47,2)                                                                             | 2,1 (35,8)                                                                             | −3,3 (26,0)                                                                            | −9 (15,8)                                                                              | −14,2 (6,4)                                                                            |
| Апсолутни минимум, °C (°F)                                                             | −22 (−7)                                                                               | −24 (−11)                                                                              | −15 (5)                                                                                | −10 (14)                                                                               | −2 (28)                                                                                | 7 (44)                                                                                 | 11 (51)                                                                                | 7 (44)                                                                                 | 2 (35)                                                                                 | −4 (25)                                                                                | −13 (8)                                                                                | −21 (−5)                                                                               | −24 (−11)                                                                              |
| Количина падавинаmm (in)                                                               | 77 (3,03)                                                                              | 67,3 (2,65)                                                                            | 96,3 (3,79)                                                                            | 90,4 (3,56)                                                                            | 94,2 (3,71)                                                                            | 87,1 (3,43)                                                                            | 110,5 (4,35)                                                                           | 88,9 (3,50)                                                                            | 96 (3,78)                                                                              | 80,8 (3,18)                                                                            | 75,9 (2,99)                                                                            | 90,4 (3,56)                                                                            | 1.054,9 (41,53)                                                                        |
| Количина снега, cm (in)                                                                | 16,5 (6,5)                                                                             | 22,4 (8,8)                                                                             | 7,4 (2,9)                                                                              | 1,3 (0,5)                                                                              | 0 (0)                                                                                  | 0 (0)                                                                                  | 0 (0)                                                                                  | 0 (0)                                                                                  | 0 (0)                                                                                  | 0 (0)                                                                                  | 0,8 (0,3)                                                                              | 8,6 (3,4)                                                                              | 56,9 (22,4)                                                                            |
| Дани са падавинама (≥ 0.01 in)                                                         | 10,6                                                                                   | 9,4                                                                                    | 10,5                                                                                   | 11,3                                                                                   | 11,1                                                                                   | 9,8                                                                                    | 9,9                                                                                    | 8,4                                                                                    | 8,7                                                                                    | 8,6                                                                                    | 9,3                                                                                    | 10,6                                                                                   | 118,2                                                                                  |
| Дани са снегом (≥ 0.1 in)                                                              | 4,4                                                                                    | 3,6                                                                                    | 1,8                                                                                    | 0,4                                                                                    | 0                                                                                      | 0                                                                                      | 0                                                                                      | 0                                                                                      | 0                                                                                      | 0                                                                                      | 0,2                                                                                    | 1,8                                                                                    | 12,2                                                                                   |
| Релативна влажност, %                                                                  | 66,2                                                                                   | 63,6                                                                                   | 61,7                                                                                   | 60,4                                                                                   | 65,4                                                                                   | 67,8                                                                                   | 69,6                                                                                   | 70,4                                                                                   | 71,6                                                                                   | 70,8                                                                                   | 68,4                                                                                   | 67,7                                                                                   | 67,0                                                                                   |
| Сунчани сати — месечни просек                                                          | 155,7                                                                                  | 154,7                                                                                  | 202,8                                                                                  | 217,0                                                                                  | 245,1                                                                                  | 271,2                                                                                  | 275,6                                                                                  | 260,1                                                                                  | 219,3                                                                                  | 204,5                                                                                  | 154,7                                                                                  | 137,7                                                                                  | 2.498,4                                                                                |
| Сунчано време — месечни проценти                                                       | 52                                                                                     | 52                                                                                     | 55                                                                                     | 55                                                                                     | 55                                                                                     | 61                                                                                     | 61                                                                                     | 61                                                                                     | 59                                                                                     | 59                                                                                     | 52                                                                                     | 47                                                                                     | 56                                                                                     |
| Извор: (релативна влажност и сунчаност 1961–1990)                                      |                                                                                        |                                                                                        |                                                                                        |                                                                                        |                                                                                        |                                                                                        |                                                                                        |                                                                                        |                                                                                        |                                                                                        |                                                                                        |                                                                                        |                                                                                        |

## Историја
Пре доласка Европљана, у области данашње Филаделфије се налазило индијанско село Шакамаксон, народа Ленапе.
Европљани су први пут стигли у Делаверску долину почетком 17. века а прве насеобине су створили Холанђани, Енглези, Шкоти и Швеђани. Након прве шведске експедиције у Северну Америку 1637. године, преузели су контролу над земљом на западној обали реке Делавер испод реке Скулкил, област која је обухватала данашњу Филаделфију, југоисточну Пенсилванију, Делавер и Мериленд. Нова Шведска је подржавала народ Сускеханок у њиховом сукобу са енглеском провинцијом Мериленд, који су изгубили. Једанаест година касније, Холандија је освојила област око реке Делавер преузимајући власт над колонијом иако је финским и шведским становницима остављено право на милицију, вероисповест, судство и земљу. Енглеска је освојила холандску колонију у 1663. али се на терену мало тога променило све до 1682. када је ова област укључена у Повељу за Пенсилванију коју је написао Вилијем Пен.
Приликом плаћања дугова 1681. енглески краљ Чарлс II је издао повељу Вилијаму Пену за област која ће постати провинција односно колонија Пенсилванија. И поред краљевске повеље, Пен је платио ову земљу народу Ленапе како би са њима био у добрим односима и сачувао мир за своју колонију. Према легенди Пен је направио договор о пријатељству са поглавицом племена Ленапе Таманијем испод брестовог дрвета у Шакамаксону, које је данас део града који се зове Фиштаун. Пен је био квекер, због чега је био прогоњен па је желео да његова колонија буде место у ком ће бити загарантована потпуна слобода вероисповести. Пен је назвао град Филаделфија што је изведено из грчког за братску љубав (φίλος - љубав, αδελφός - брат)
Пен је планирао да град који ће служити као лука и главни град буде на реци Делавер. Надајући се да ће Филаделфија бити попут руралних места Енглеске а не великих градова, Пен је путеве поставио у квадратну мрежу како би раздвојио пословне зграде и куће и омогућио да буду окружени баштама и воћњацима. Становници града нису пратили Пенов план и населили су се уз саму реку а своје плацеве су делили и препродавали. Пре него што је напустио Филаделфију последњи пут 1701, Пен је издао повељу којом ју је прогласио за град. Град је ускоро постао важан трговачки центар и лука. Важан допринос развоју Филаделфије у то време је дао Бенџамин Френклин. Френклин је помогао да се поправе градске услуге и оформе нове као нпр. прва болница у колонијама Северне Америке.
Централни положај града међу колонијама је учинио да град постане природни центар Америчке револуције: у њему су одржани Први Континентални Конгрес пре рата, Други Континентални Конгрес на ком је потписана Декларација независности САД током рата као и Уставна Конвенција након рата. Неколико битака је вођено у Филаделфији и њеној околини. Након рата Филаделфија је постала привремени главни град током последње деценије 18. века. Жута грозница је 1793. погодила град у виду епидемије и тада је умрло око 5.000 људи или 10% градског становништва.
Државна влада је напустила Филаделфију 1799. а федерална влада убрзо након тога 1800. године али је Филаделфија остала највећи град младе државе као и њен финансијски и културни центар. Након тога Њујорк ју је убрзо престигао по броју становника али је изградња путева, канала и железница помогла да Филаделфија постане први велики индустријски град САД. Током 19. века Филаделфија је имала велики број фабрика и компанија а најважнија је била текстилна индустрија. Велике корпорације из тог доба су биле Болдвинова фабрика локомотива, бродоградилиште Вилијем Кремп и синови као и Пенсилванијске железнице. Индустрија је прослављена на Центенијалној изложби, првом светском сајму одржаном у САД. Највећи број имиграната долазио је из Ирске и Немачке. Повећање броја становника је довело до Акта о консолидацији из 1854. којим је Филаделфија проширена на целу област. У другој половини века, имигранти из Русије, источне Европе и Италије као и Афроамериканци са југа САД су насељавали град.
До 1950. у граду је живело више од два милиона људи након чега је број становника почео да опада док су се предграђа увећавала. Обнова града је започела 1960-их година и наставља се и у 21. веку са највећим развојем у центру града и универзитетском насељу. Након што је затворена већина старих фабрика, град је започео кампању за привлачење нових инвеститора и туриста. Почела је изградња стаклених и камених облакодера у центру града. Старе зоне града су обновљене и данас представљају пожељно место за живот. Овим потезима је заустављено опадање броја становника након губитка готово четвртине становништва у претходном периоду.

## Становништво
Према попису становништва из 2010. у граду је живело 1.526.006 становника, што је 8.456 (0,6%) становника више него 2000. године.
|                   | 2010.              | 2000.              |
| Укупно            | 1 526 006 (100,0%) | 1 517 550 (100,0%) |
| Афроамериканци    | 661 839 (43,37%)   | 655 824 (43,22%)   |
| Белци             | 562 585 (36,87%)   | 644 395 (42,46%)   |
| Хиспаноамериканци | 187 611 (12,29%)   | 128 928 (8,496%)   |
| Азијати           | 96 405 (6,317%)    | 67 654 (4,458%)    |
| Остали            | 17 566 (1,151%)    | 20 749 (1,367%)    |

## Партнерски градови
- Мосул
- Фиренца
- Тел Авив
- Торуњ
- Тјенцин
- Инчон
- Дуала
- Нижњи Новгород
- Абруцо
- Екс ан Прованс
- Кобе
- Франкфурт на Мајни

## Галерија
|            |                |              |                 |
| Стари град | Кинеска четврт | Градски парк | Музеј уметности |